# Věková segregace
Věková segregace je sociální jev, kdy jsou jednotlivci nebo skupiny oddělovány na základě věku. Tato segregace může být jak formální, tedy institucionálně ukotvená (ve vzdělávacím systému, na pracovním trhu, v oblasti bydlení atd.). Také může být neformální, tedy vyplývající ze společenských norem, stereotypů a dobrovolných rozhodnutí jednotlivců (trávení volného času pouze v rámci věkové skupiny atd.). Formální i neformální typ může mít negativní dopady na společenskou soudržnost a rovné příležitosti. Také může působit prohlubování mezigenerační propasti.
S pojem věková segregace souvisí také pojem ageismus, což je stereotypizace a diskriminace lidí podle jejich věku.

## Historický vývoj jevu
Věková segregace se historicky začala vyskytovat v 19. století a 20. století s příchodem a rozvojem industrializace. Tehdy došlo ke změně rodinné struktury, vzniku věkově specifického vzdělávacího systému a důchodového systému. Například v USA se tento jev poprvé vyskytnul v letech 1848–1870, kdy s nástupem věkově tříděného školství a zákonu o povinné školní docházce a zákonů o dětské práci.
Některé kultury dodnes[kdy?] vnímají starší lidi jako autority a zdroje moudrosti. V nich je mezigenerační komunikace charakterizována respektem a morálními hodnotami. Nicméně, v individualistických kulturách, které kladou důraz spíše na osobní svobodu, soběstačnost, nezávislost a seberealizace, mohou být generační rozdíly zřetelnější a může vytvářet větší neochotu k pochopení jiných generací a jiných názorů.

## Formy věkové segregace

#### Vzdělávání
Většina vzdělávacích systémů v ČR uspořádává výuku na podle věkově homogenních tříd, tedy tříd se stejným věkovým rozmezím. To je ve většině zemí standardní organizace vzdělávání. To omezuje možnosti mezigeneračního učení a spolupráce mezi staršími a mladšími žáky.
Kolem osmého roku věku se kamarádství dítěte se svými vrstevníky stává důležitým. Děti se začínají soustředit v první řadě na své vrstevníky a vyhledávají vztahy mimo rodinu, což jim vzdělávací systém poskytuje. To pokračuje až do období dospívání, kdy se dítě snaží emancipovat od rodiny. Tím se může přirozeně stát, že se dospívající začnou proti rodičům bouřit a kritizovat je. Vliv vrstevníků je pro ně v tomto období nejdůležitější a sledují reakce druhých, což se ve školním prostředí vyskytuje.

#### Pracovní trh
Pracovní trh je nemilosrdný k mladým i starším lidem nad 50 let. Mladí lidé se potýkají s problémy způsobenými tím, že nemají dostatek zkušeností z praxe. Zároveň starší generace se potýká se stereotypy. Setkávají se například s větou „jsme mladý dynamický tým“. Věk se stává bariérou pro zaměstnanost. Lidé nad 50 let jsou vnímání jako ti, co mají blízko do důchodu, zároveň mohou trpět nemocí, ne nutně fyzickou, ale například mentálním vyhořením.

#### Sociální život
Lidé tráví většinu svého času se svými vrstevníky. Už od osmi let se spolu sdružují stejné věkové skupiny. Nicméně mezigenerační kontakt je důležitou součástí života všech věkových kategorií, ale hlavně dětí. V mezigenerační komunikaci jsou ale bariéry, které jí mohou bránit. Mezi ne patří:
- Prožití odlišných historických a životních událostí
- Diskriminace s ohledem na věk
- Aktuální společenské poměry a hodnoty a společenské poměry, které jedinec zažíval ve většině života
- Rozdílná úroveň a typ vzdělání
- Zdravotní stav jedince
- Možnost seberealizace
- Rozdílné životní zkušenosti
- Orientace v moderních technologiích
- Vnímání důstojnosti
- Schopnost přizpůsobit se změnám
- Kvalita a styl verbálního projevu a neverbální komunikace.[12][13]

#### Bydlení
V současnosti se mluví hlavně o segregaci seniorů. Ti bývají vystaveni ageismu, což zapříčiňuje i špatné vnímání stáří celkově. Mezi takové společenské postoje ke stáří, které vytváří tyto stereotypy, patří:
- Strach ze smrti
- Důraz na mládí a fyzickou krásu
- Ekonomický potenciál
- Nižší sociální status starších osob
- Negativní vnímání stáří
- Kultura
- Média. [14][13]

Největší věkovou segregaci v oblasti bydlení mohou pociťovat senioři. Odehrává se v domovech pro seniory a dalším pobytových službách určených seniorům. Ač tato forma bydlení může mít jisté výhody, protože senioři mají podobné potřeby, má tato forma i negativní stranu. Mezi ně patří to, že mohou čelit sociální izolaci a pocitu nepotřebnosti.

## Důsledky
Věková segregace má negativní dopad na celkové fungování společnosti. Mezi ně patří:
- Ztráta mezigenerační solidarity[12]
- Prohlubování stereotypů a předsudků ve vztahu k věku[14]
- Pocit osamělosti a nepotřebnosti u seniorů[7]
- Nerovný přístup v zaměstnání.[15]